# 中内潤
中内 潤（なかうち じゅん、1955年3月27日 - ）は、日本の実業家。学校法人中内学園流通科学大学理事長。父は中内㓛。弟は中内正。妻は藤沢武夫の孫娘・誉子。従兄弟に劇作家・舞台演出家の藤沢文翁。2016年4月より学長と理事長を兼務。

## 略歴・人物
岡山県生まれ。1978年慶應義塾大学法学部卒業、1980年慶應義塾大学大学院経営管理研究科修士課程修了、1984年慶應義塾大学大学院商学研究科博士課程修了。1990年商学博士。 
1980年、ダイエーに入社。1984年同社取締役、1986年代表取締役専務、1989年代表取締役副社長。副社長として大規模ディスカウントストアやハイパーマートの設置に尽力した。その後1999年に副社長を退任し、ダイエーホールディングコーポレーション社長に就任。2003年には学校法人中内学園流通科学大学理事長に就任した。 